# حامول أنديزي
حامول أنديزي (الاسم العلمي:Cuscuta andina) هو نوع من النباتات يتبع جنس الحامول من الفصيلة المحمودية.